# Era noapte la Roma
Era noapte la Roma (titlul original: în italiană Era notte a Roma) este un film dramatic de război, coproducție franco-italiană, realizat în 1960 de regizorul Roberto Rossellini, protagoniști fiind actorii Giovanna Ralli, Paolo Stoppa, Renato Salvatori, Serghei Bondarciuk. Prezintă evadarea unor prizonieri de război aliați în Italia înainte de eliberare.

## Conținut
Trei prizonieri aliați, un rus, un american și un englez, încearcă să evadeze cu ajutorul unui cuplu tânăr din Roma.

## Distribuție
- Giovanna Ralli – Esperia Belli
- Paolo Stoppa – principele Alessandro Antoniani
- Renato Salvatori – Renato Balducci
- Serghei Bondarciuk – sergentul Feodor Nazukov
- Leo Genn – maiorul Michael Pemberton
- Peter Baldwin – locotenentul Peter Bradley
- Enrico Maria Salerno – doctorul Costanzi
- Laura Betti – Teresa
- Sergio Fantoni – Don Valerio
- Hannes Messemer – colonelul Von Kleist
- Rosalba Neri – Erika Almagià
- George Petrarca – Tarcisio
- Carlo Reali – Augusto Antoniani
- Roberto Palombi – Giacinto
- Giulio Calì – automobilistul
- Leopoldo Valentini – Alfredo, portarul
- Marcella Rovena – menajera
- Francesco Casaretti – Dante
- Amelia Perrella – falsa călugăriță în vârstă

## Premii
- 1960 al XII-lea Festivalul Internațional de Film de la Karlovy Vary
  - Cel mai bun regizor
  - Premiul special al Comitetului pentru apărarea păcii lui Giovanna Ralli
- 1960 - San Francisco International Film Festival
  - Golden Gate Award, Cea mai bună actriță lui Giovanna Ralli[1]